# Jamagata Aritomo
Jamagata Aritomo OM (japánul: 山縣 有朋, Hepburn-átírással: Yamagata Aritomo) (1838. június 14. – 1922. február 1.) a Meidzsi-kor (1868–1912) és a Taisó-kor (1912–1926) jelentős japán államférfija volt. Alacsony rangú csósúi szamurájként részt vett a lojalista szonnó dzsói mozgalomban, hadügyminiszterként 1873-ban bevezette az általános hadkötelezettséget, 1877-ben leverte Szaigó Takamori szacumai lázadását. Vezérkari főnökként 1882-ben ő bocsátotta ki a Legfelsőbb Kézirat a Katonákhoz és Tengerészekhez című ediktumot, amely előírta a feltétlen császárhűséget és a fegyveres erők politikamentességét. Volt belügyminiszter (létrehozta a modern rendőrséget és az önkormányzati szervezetet), kétszer miniszterelnök (1890-ben nagyrészt ő dolgozta ki a Legfelsőbb Kézirat az Oktatásrólt, a politikai indoktrináció 1945-ig ható dokumentumát). Az orosz–japán háborúban (1904–1905) ismét vezérkari főnök, ekkor hercegi rangot kapott. Élete utolsó 20 évében a genró legbefolyásosabb tagja, a politika szürke eminenciása volt.